# Phthiracarus affinis
Phthiracarus affinis är en kvalsterart som först beskrevs av Hull 1914.  Phthiracarus affinis ingår i släktet Phthiracarus och familjen Phthiracaridae. Inga underarter finns listade i Catalogue of Life.